# アートフル (競走馬)
アートフル（Artful 1902年-1927年）は、アメリカ合衆国の競走馬、繁殖牝馬。1904年・1905年の最優秀牝馬に選出された競走馬で、フューチュリティステークスではサイゾンビーに生涯唯一の敗北を与えた。1956年にアメリカ競馬殿堂入りを果たしている。

## 経歴
1902年にウィリアム・コリンズ・ホイットニー所有のウェストベリーステーブルで生まれた牝馬である。ウィリアムは1904年2月2日に没するまでの生涯で26頭のステークス競走勝ち馬の所有者となった大馬主で、その死後しばらく彼の競馬資産はオーナーブリーダーのハーマン・B・デュリエに貸与されていた。アートフルもこの中に含まれており、デュリエのもとでジョン・ロジャース調教師に預けられて競走馬となった。
アートフルは1904年8月10日のサラトガ競馬場5.5ハロンの未勝利戦でデビューした。初戦では同厩舎のドリーマーに2着で敗れ、次の競走もまた同厩舎のプリンセスルパートの2着に終わった。この当時、勝ち馬申告制度(declare)というものが存在し、このデビュー時の2回の敗戦については申告を守るためにわざと負けたと考えられている。アートフルの初戦について、『Dairy Racing Form』紙は「天才的一番星のアートフルは終始ガチガチに固められていたが、おそらく簡単に勝てただろう」と論評されている。この2戦の後、アートフルはどの競走でも申告によって勝ちを除外されることはなくなった。
それから11日後、アートフルが3戦目に出走した競走は、当時シープスヘッドベイ競馬場で行われていたアメリカ最大の競走フューチュリティステークスで、ここにはアートフルや同厩舎のターニャら17頭の競走馬が集まるなか、その頃デビューから4連勝中のサイゾンビーが単勝2.5倍の1番人気に支持されていた。この競走において、ジーン・ヒルデブランド騎手に乗られたアートフルはサイゾンビーにぴったりつけて道中を進め、残り1ハロンのところでサイゾンビーが「まるで錨を下ろしたかのように」脚が止まったその隙に抜き去り、5馬身差をつけて優勝、大金星で初勝利とステークス競走勝ちを収めた。
4日後のグレートフィリーステークスには、カナダの2歳牝馬チャンピオンであるオワソーや、未だ不敗の牝馬トラディションが顔を並べていたが、アートフルはその中でも単勝1.06倍（1/15）と圧倒的支持を受け、それに応えてこれらの強豪を破り、その実力を確かなものと知らしめた。この時の短評には「アートフルは他と段違いだ」と評されている。その次に出走した10月5日のモリスパーク競馬場のホワイトプレーンズハンデキャップが同年の最終戦で、アートフルは2歳牝馬ながら130ポンド（約59キログラム）の斤量を積まされていたが、29ポンド軽量の牡馬ダンデライオンを2着に下し、なおかつダート6ハロン（約1207メートル）1分08秒の世界レコードを記録した。これらの実績により、後年アートフルは同年のアメリカ最優秀2歳牝馬に選出されている。
同年の最終戦の後、デュリエが預かっていたウィリアム・ホイットニーの競馬資産が相続税のためセリにかけられることになり、アートフルもそこに上場された。このセリにおいてアートフルはウィリアムの息子ハリー・ペイン・ホイットニーに10,000ドルで落札された。このとき、ターニャも7,000ドルでハリーに購入されている。
明けて3歳シーズンの始動は遅く、6月28日のシープスヘッドベイ競馬場で行われた6ハロンの一般戦からで、ここを3馬身差で勝つと、5日後のナイター競馬でも2馬身差で勝利した。最後の競走として出走したのは1マイル1/4（10ハロン・約2012メートル）のブライトンハンデキャップであった。この競走には当時の強豪牝馬ベルデイムや、前年のベルモントステークス優勝馬デリー、ローレンスリアライゼーションステークス優勝馬オートウェルズなどが出走しており、アートフルは唯一の3歳牝馬としての出走であった。レースが始まるとアートフルは最初の1ハロンで先頭に立ち、小さなリードを保って進めていったが、そこにオートウェルズが内側から競りかけてラチ沿いを奪おうとした。アートフルはその危機にぐんと伸びてラチ沿いを保ち、そのまま逃げ切って優勝した。これらの活躍から、後年アートフルは同年の最優秀3歳牝馬として選出された。
ブライトンハンデキャップを最後に引退し、以後ホイットニー家の牧場で繁殖入りした。しかし繁殖牝馬としての結果は現役時代からは程遠く、生涯で出した産駒は4頭で、うち3頭が勝ち上がったものの、ステークスを勝つ馬は出なかった。1927年、アートフルは25歳でこの世を去った。
1956年、アメリカ競馬名誉の殿堂博物館はその競走成績を評価し、アートフルを殿堂馬の一頭として加えることを発表した。

## 評価

### 主な勝鞍
1904年（2歳）　5戦3勝　57,805ドル
フューチュリティステークス、グレートフィリーステークス、ホワイトプレーンズハンデキャップ
1905年（3歳）　3戦3勝　23,320ドル
ブライトンハンデキャップ

### 年度代表馬
- 1904年 - アメリカ最優秀2歳牝馬
- 1905年 - アメリカ最優秀3歳牝馬

### 表彰
- 1956年 - アメリカ競馬名誉の殿堂博物館により、殿堂馬に選定される。
- 1999年 - ブラッド・ホース誌の選ぶ20世紀のアメリカ名馬100選において、第94位に選出される。
- ワシントンパーク競馬場に、アートフルの名を冠した「アートフルハンデキャップ」（G3）が創設される。

## 血統表
| アートフルの血統              | アートフルの血統                            | アートフルの血統                            | （血統表の出典）                            | （血統表の出典） |
| 父系                          | ヘロド系                                    | ヘロド系                                    | ヘロド系                                    | [ § 2 ]          |
| 父 Hamburg 1895 鹿毛 アメリカ | 父の父Hanover 1884 栗毛 アメリカ            | Hindoo                                      | Virgil                                      | Virgil           |
| 父 Hamburg 1895 鹿毛 アメリカ | 父の父Hanover 1884 栗毛 アメリカ            | Hindoo                                      | Florence                                    |                  |
| 父 Hamburg 1895 鹿毛 アメリカ | 父の父Hanover 1884 栗毛 アメリカ            | Bourbon Belle                               | Bonnie Scotland                             | Bonnie Scotland  |
| 父 Hamburg 1895 鹿毛 アメリカ | 父の父Hanover 1884 栗毛 アメリカ            | Bourbon Belle                               | Ella D                                      |                  |
| 父 Hamburg 1895 鹿毛 アメリカ | 父の母Lady Reel 1886 鹿毛 アメリカ          | Fellowcraft                                 | Australian                                  | Australian       |
| 父 Hamburg 1895 鹿毛 アメリカ | 父の母Lady Reel 1886 鹿毛 アメリカ          | Fellowcraft                                 | Aerolite                                    |                  |
| 父 Hamburg 1895 鹿毛 アメリカ | 父の母Lady Reel 1886 鹿毛 アメリカ          | Mannie Gray                                 | Enquirer                                    | Enquirer         |
| 父 Hamburg 1895 鹿毛 アメリカ | 父の母Lady Reel 1886 鹿毛 アメリカ          | Mannie Gray                                 | Lizzie G                                    |                  |
| 母 Martha 1895 鹿毛 アメリカ  | 母の父Dandie Dinmont 1882 鹿毛 イギリス     | Silvio                                      | Blair Athol                                 | Blair Athol      |
| 母 Martha 1895 鹿毛 アメリカ  | 母の父Dandie Dinmont 1882 鹿毛 イギリス     | Silvio                                      | Silverhair                                  |                  |
| 母 Martha 1895 鹿毛 アメリカ  | 母の父Dandie Dinmont 1882 鹿毛 イギリス     | Meg Merrilies                               | Macgregor                                   | Macgregor        |
| 母 Martha 1895 鹿毛 アメリカ  | 母の父Dandie Dinmont 1882 鹿毛 イギリス     | Meg Merrilies                               | Meteor                                      |                  |
| 母 Martha 1895 鹿毛 アメリカ  | 母の母Louise T 1885 アメリカ                | Rayon Dor                                   | Flageolet                                   | Flageolet        |
| 母 Martha 1895 鹿毛 アメリカ  | 母の母Louise T 1885 アメリカ                | Rayon Dor                                   | Araucaria                                   |                  |
| 母 Martha 1895 鹿毛 アメリカ  | 母の母Louise T 1885 アメリカ                | Spark                                       | Leamington                                  | Leamington       |
| 母 Martha 1895 鹿毛 アメリカ  | 母の母Louise T 1885 アメリカ                | Spark                                       | Mary Clark                                  |                  |
| 母系(F-No.)                   | (FN:4-r)                                    | (FN:4-r)                                    | (FN:4-r)                                    | [ § 3 ]          |
| 5代内の近親交配               | Leamington 4x5, Lexington 5x5x5, Vandal 5x5 | Leamington 4x5, Lexington 5x5x5, Vandal 5x5 | Leamington 4x5, Lexington 5x5x5, Vandal 5x5 | [ § 4 ]          |
| 出典                          | 1. 2. 3. 4.                                 | 1. 2. 3. 4.                                 | 1. 2. 3. 4.                                 | 1. 2. 3. 4.      |